# Гверу
Гве́ру (англ. Gweru) — город в Зимбабве, административный центр провинции Мидлендс.

## История
Основан в 1890 году как почтовая станция на пути из Булавайо в Солсбери (ныне Хараре). До 1982 года назывался Гвело. В 1914 году получил права самостоятельной общины, в 1971 году — права города.

## География
Город Гверу расположен в географическом центре Зимбабве, на территории геологического разлома Грейт-Дайк, в 164 км к северо-востоку от Булавайо и 275 км к юго-западу от Хараре. Абсолютная высота — 1424 метра над уровнем моря.

## Экономика и транспорт
Гверу является крупным индустриальным центром — здесь дают продукцию металлургические (производство хромовых сплавов), металлообрабатывающие, цементные, обувные, кожевенные, мясоперерабатывающие промышленные предприятия. В окрестностях Гверу находятся крупнейшие в стране фермы по разведению крупного рогатого скота; развито виноградарство. Восточнее Гверу, в разломе Грейт-Дайк, расположены горнодобывающие предприятия, дающие значительное количество хромовой руды, платины, магнезита и других рудных ископаемых.
Железнодорожная линия Булавайо-Хараре-Мапуту соединяет Гверу с побережьем Индийского океана. Близ города построен аэропорт, обеспечивающий рейсы по внутренним линиям. 
В Гверу находится Политехнический институт, Государственный университет Мидлендс, колледж по подготовке учителей.

## Население
По данным на 2013 год численность населения составляет 141 862 человека, что делает Гверу пятым по величине городом Зимбабве. Примерно 70 % населения говорит на языке шона и 30 % — на языке северный ндебеле.
Динамика численности населения города по годам:
| 2002    | 2013    |
| ------- | ------- |
| 141 260 | 141 862 |

## Города-партнёры
- Бирмингем, США
- Цумеб, Намибия

## Интересные факты

Известный африканский спортсмен-марафонец Канда, готовясь к Олимпиаде-1968 (Мехико), «спарринг-партнёром» выбрал пассажирский поезд, курсировавший между Гверу и Селукве, и ни разу не проиграл ему.